# San Gioacchino (Palermo)

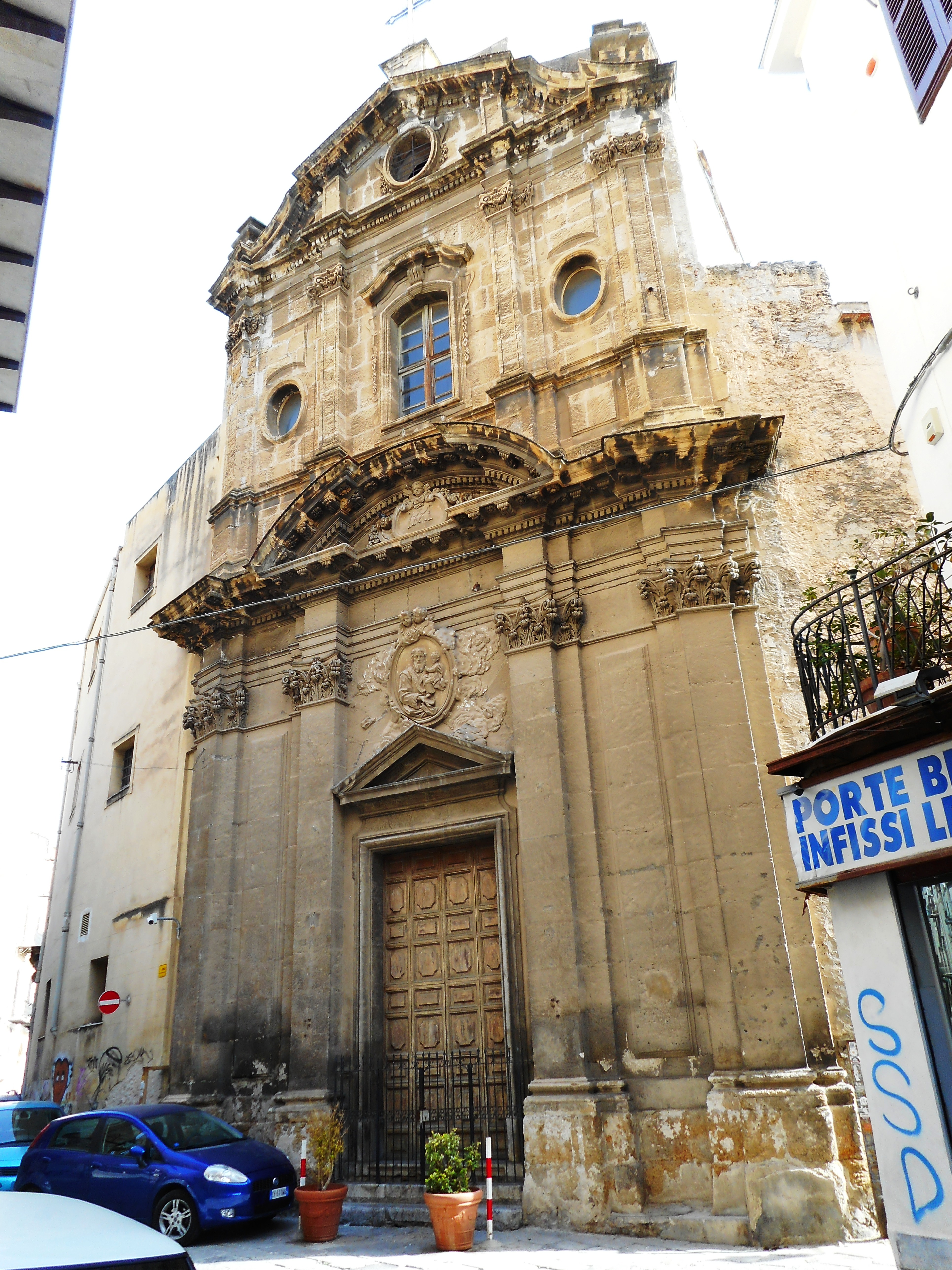
San Gioacchino

Die Chiesa di San Gioacchino (all’Olivella) ist eine Kirche zwischen Barock und Klassizismus in Palermo.
Als Bestandteil des 1720 gegründeten Collegio die Santa Maria all’Olivella wurde der Bau der Kirche in der Via Patania nach Plänen von Andrea Palma 1727 im Stil zwischen sizilianischem Barock und Klassizismus vollendet. Durch Bombenangriffe wurde die Kirche 1943 schwer beschädigt und nach dem Krieg wieder instand gesetzt.
Die Fassade aus Naturstein wird durch gekröpfte, weit nach vorn gezogene Gesimse dreigeteilt und durch Pilaster mit auffällig gestalteten Kapitellen gegliedert.
Über dem Portal befindet sich eine von Putten gekrönter Zierrahmen mit einem Relief, das Joachim mit der kindlichen Maria auf dem Arm darstellt. 
In einem Tympanon über dem ersten Gesims befindet sich eine weitere Kartusche mit einem Wappen, und darüber das Zentralfenster, das von zwei Okuli begleitet wird. Das obere Geschoss mit seiner steinernen Balustrade und dem einzelnen Okulus wird nach oben durch einen Dreiecksgiebel abgeschlossen.
Andrea Palmas Neffe und Schüler Niccolò Palma lieferte 1736 den Entwurf für die Dekoration des Kircheninneren, die durch Procopio Serpotta 1742 abgeschlossen wurde.